# Halmahera
Halmaheraön (indonesiska Pulau Halmahera, även Jilolo och Djailolo, tidigare  Gilolo Eiland) är en ö i Maluku Utaraprovinsen i Indonesien i västra Stilla havet.

## Geografi
Halmahera är den största ön i Moluckerna och ligger cirka 2 500 km nordöst om Jakarta och cirka 20 km öster om huvudön Ternate.
Ön har en yta på cirka 18 000 km² och täcks till stora delar av tropisk regnskog.
Halmahera har cirka 170 000 invånare.[källa behövs] Huvudorten heter Tobelo[källa behövs] och ligger på öns nordöstra del. Den högsta punkten är Gunung Gamkonora vars topp ligger på cirka 1 635 m ö.h.
Förvaltningsmässigt omfattar ön 4 "kabupaten" (distrikt):
- Halmahera Barat (Västra Halmahera), huvudort Jailolo
- Halmahera Tengah (Mellersta Halmahera), huvudort Soasiu på Tidore
- Halmahera Timur (Östra Halmahera), huvudort Maba
- Halmahera Utara (Norra Halmahera), huvudort Tobelo. I distriktet ingår även en rad småöar utanför norra kusten som Doi och Dagasuli samt Morotaiön.

Ön har en flygplats, Galela Gamarmalamu Airport (flygplatskod "GLX"), nordväst om Tobelo för lokalt flyg.

## Historia
Halmaheraön beboddes troligen av melanesier redan cirka 1500 f Kr. Ön var känd av såväl portugiser som spanjorer sedan 1525. Holländare anlände 1660 och ön hamnade under Vereenigde Oostindische Compagnie (Holländska Ostindiska Kompaniet). Halmahera underställdes då periodvis sultanen på Ternate och Tidore.
Nederländerna behöll kontrollen över ön, förutom en kort tid under andra världskriget då området ockuperades av Japan, fram till Indonesiens självständighet 1949.
Halmahera har guldfyndigheter som sedan februari 2004 utvinns i Toguraci-gruvan.
Planer finns för att flytta provinsens administrativa huvudort Ternate till Sofifi på centrala Halmahera.[källa behövs]